# Estación Atilio Pessagno

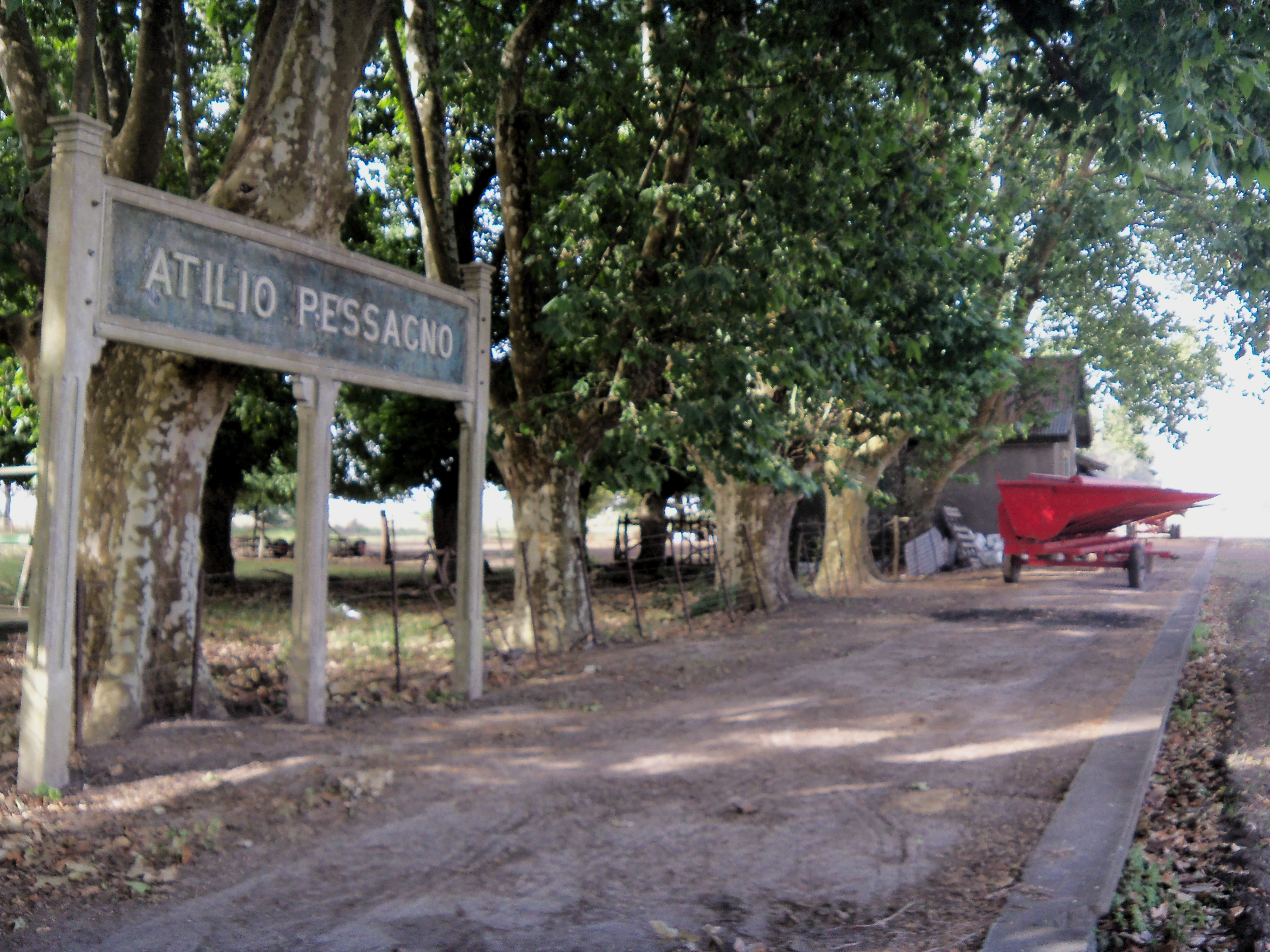
Estación Atilio Pessagno.

Atilio Pessagno es una estación ferroviaria ubicada en el paraje rural del mismo nombre, en el Partido de Lezama, Provincia de Buenos Aires, Argentina.

## Servicios
La estación era una parada intermedia en el servicio interurbano que se prestaba entre la estación La Plata y Lezama.
No presta servicios de ningún tipo. El ramal fue clausurado en 1977.